# Route der Industriekultur – Mythos Ruhrgebiet

Die Harkortsche Fabrik auf Burg Wetter um 1834

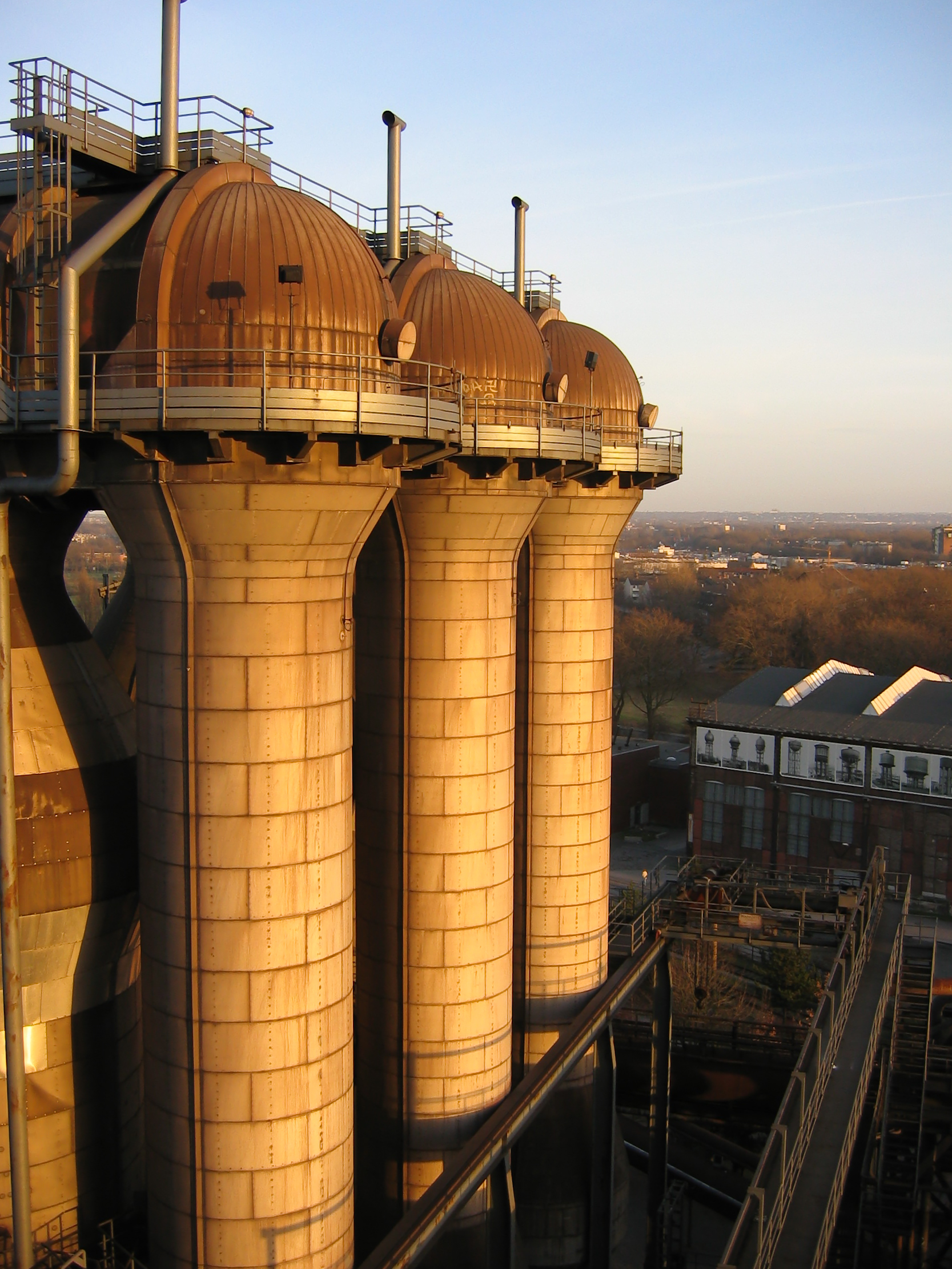
Blick vom Hochofen im Landschaftspark Duisburg-Nord

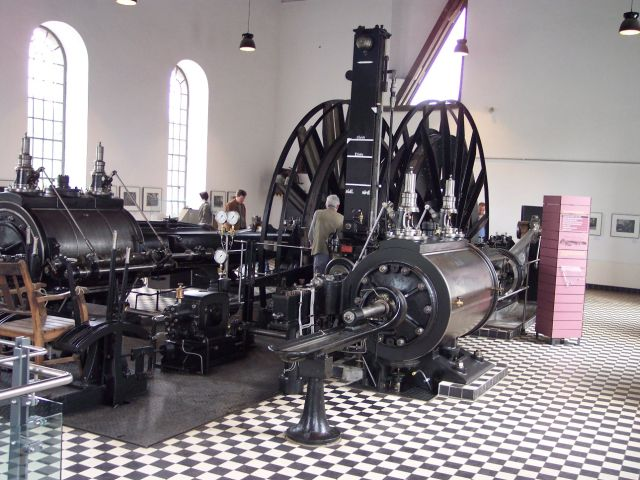
Dampffördermaschine der Zeche Nachtigall

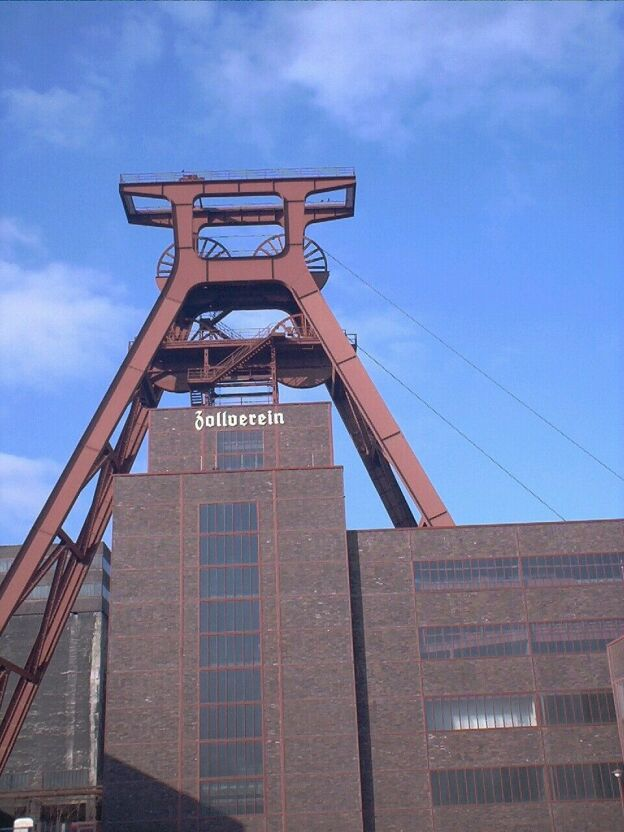
Zentraler Schacht 12 der Zeche Zollverein

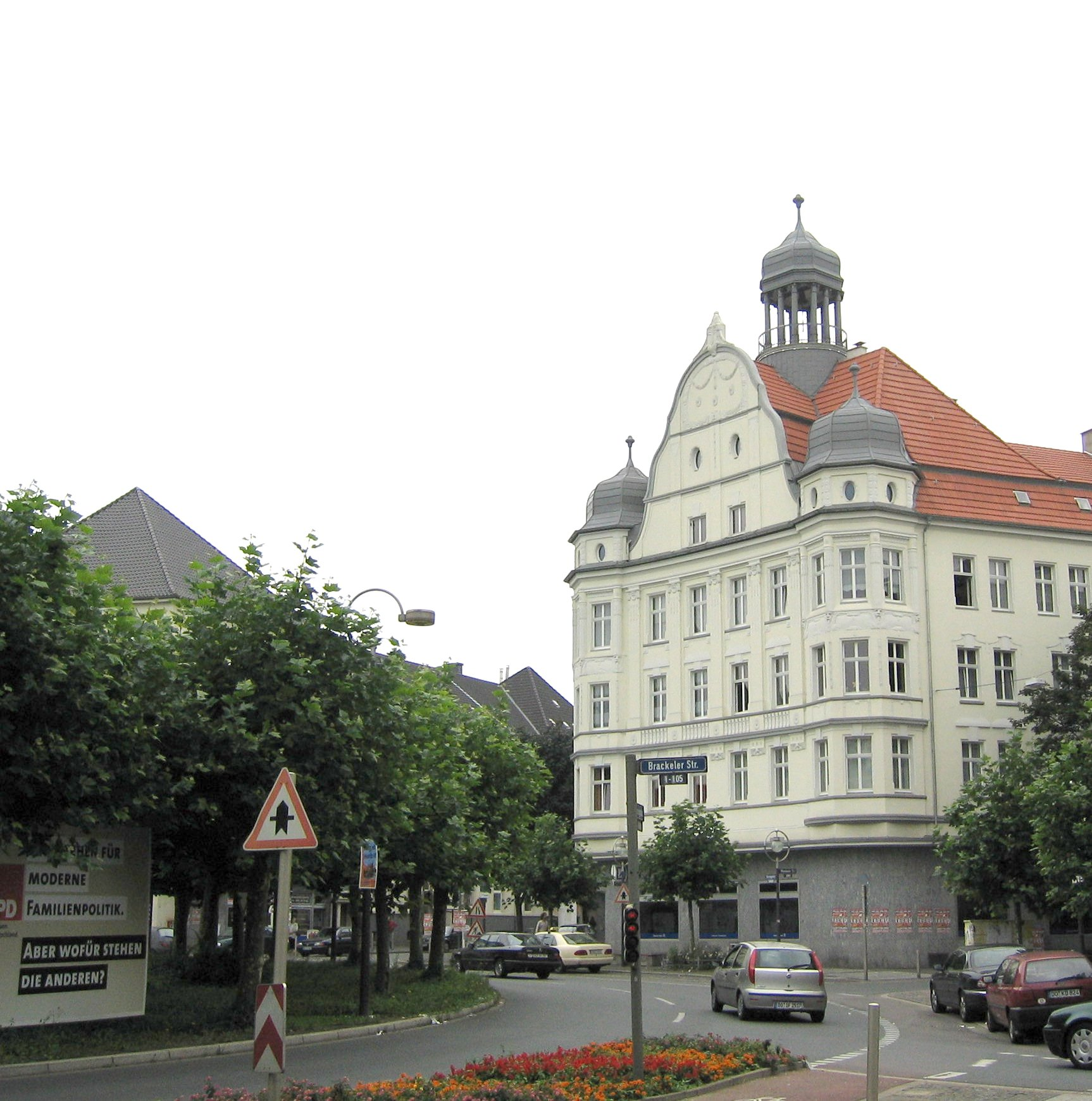
Wohnhaus am Borsigplatz

Mythos Ruhrgebiet ist der Name der Themenroute 22 der Route der Industriekultur, Betreiber ist der Regionalverband Ruhr (RVR).
Das Ruhrgebiet wird oft in Klischees beschrieben – Kohleförderung, Stahlproduktion, Schrebergärten, rauchende Schlote, Taubenzüchter- und Fußballvereine, Berg- und Hüttenwerke, abrissbedrohte Zechensiedlungen und steinreiche Industriebarone. Der Mythos sammelt sich unter Bezeichnungen wie Schwarzes Gold, Ruhrpott, Montan-Revier, Land der Tausend Feuer, Schmelztiegel Kohlenpott. Viele davon haben ihre Wurzeln in der Industriegeschichte der Region, zu deren Spuren diese Themenroute führt. Symbolträchtige Orte, die oft auch Grabstätten sind, werden ebenso aufgelistet wie typische Vertreter der Zechen, Verarbeitungsbetriebe, Siedlungen, Villen und Freizeitangebote. Inzwischen wird der Mythos des Ruhrgebietes touristisch vermarktet, auch durch die Route der Industriekultur selbst. Jedes Jahr wird die ExtraSchicht gefeiert, 2010 war das Ruhrgebiet 2010 Kulturhauptstadt Europas.
- Villa Hügel
- Margarethenhöhe
- Krupp-Familienfriedhof
- Verbandsgebäude des RVR
- Abtei Werden
- Horster Mühle
- Stammhaus Krupp
- Zeche Zollverein Schacht XII
- Gasometer Oberhausen
- St. Antony-Hütte
- Siedlung Eisenheim
- Landschaftspark Duisburg-Nord
- Alte Thyssen-Hauptverwaltung
- Alsumer Berg
- Haniel Museum
- Rheinorange
- Siedlung Rheinpreußen
- Krupp Hüttenwerke Tor 1
- Hafenmund des Werkshafen der Hüttenwerke Krupp Mannesmann
- Kloster Kamp
- Streithof
- Schloss Landsberg
- Henrichshütte Hattingen, Westfälisches Industriemuseum
- Zeche Hannover I/II/V
- Glocke des Bochumer Vereins vor dem Rathaus
- Kortum-Park
- Industriemuseum Zeche Nachtigall (auf der ehemaligen Zeche Nachtigall)
- Denkmal des Ministers Stein am Rathaus Wetter
- Burg Wetter
- Haus Schede
- Haus Harkorten
- Hohenhof
- Borsigplatz
- Bergbaugedenkstätten auf dem Ostfriedhof
- Gräber der Familie Hoesch auf dem Ostfriedhof
- Märzgefallenen-Denkmal auf dem Nordfriedhof in Dortmund-Eving (Ruhraufstand)
- Zeche Zollern II/IV, Westfälisches Industriemuseum
- Alte Reichsstraße 1
- Emscherquelle
- Gedenkstätte für das Grubenunglück auf der Zeche Radbod
- Schloss Cappenberg
- Halde Schwerin
- Haus Goldschmieding
- Hammerkopfturm Zeche Erin 3
- Kunstwald Zeche Teutoburgia
- Hauptbahnhof Wanne-Eickel
- Halde Haniel
- Dreieck-Siedlung Hochlarmark
- Glückauf-Kampfbahn
- Zeche Graf Bismarck 1/4
- Schurenbachhalde